# نمایشگاه بین‌المللی شیراز
نمایشگاه بین‌المللی شیراز بزرگ‌ترین مرکز نمایشگاهی در منطقهٔ جنوب ایران می‌باشد که در سال ۱۳۷۴ در شمال غرب شیراز (شهرک گلستان) احداث شده‌است. مساحت کلی نمایشگاه ۷۶٬۰۰۰۰ متر مربع می‌باشد و هم‌اکنون دارای فضایی به میزان ۱٫۷ کیلومتر مربع به‌صورت ۶ سالن سرپوشیده و سه سالن در حال ساخت ۶٬۰۰۰ متر مربعی، فضای باز نمایشی به میزان ۳٬۰۰۰ متر مربع، ۲٬۳۰۰ متر مربع انبار نمایشگاهی، ۸٬۰۰۰ متر مربع پارکینگ اختصاصی جهت غرفه‌داران و ۳۰٬۰۰۰ متر مربع پارکینگ عمومی می‌باشد.
اسم سالن های نمایشگاه: بهار، سرو، ملاصدرا و حافظ است‌.
حافظ بزرگترین سالن نمایشگاه است.
خوبی این نمایشگاه محل آن است که با واقع‌شدن در شیراز می‌تواند در توسعهٔ تجارت جمهوری اسلامی ایران با کشورهای عربی حوزهٔ خلیج فارس و قارهٔ آفریقا دارای اهمیت فراوانی باشد.
همچنین وبسایتی با نام "نمایشگاه مجازی فارس"، در اینترنت وجود دارد که بازپخش دهنده و همچنین تولید کننده محتوای فارسی است.